# Nhà thờ chính tòa Đức Bà Chartres
Nhà thờ Đức Bà Chartres (tiếng Pháp: Cathédrale Notre-Dame de Chartres) là một nhà thờ chính tòa ở thành phố Chartres, tỉnh lỵ của tỉnh Eure-et-Loir, nằm cách Paris 80 km về phía Tây Nam. Nhà thờ Đức Bà Chartres được coi là một trong những công trình kiến trúc Gothic đẹp và lớn nhất, thể hiện tính nguyên bản nổi bật ở cả cấu trúc và các chi tiết trang trí, đặc biệt là các cổng và tượng trang trí của chúng còn gần như nguyên vẹn từ lúc ban đầu, và quần thể kính màu đặc biệt của thế kỷ XIII đã được bảo tồn một cách đáng kinh ngạc đến ngày nay, và đã được UNESCO đưa vào danh sách Di sản thế giới năm 1979. Đây là nơi đăng quang của vua Henri IV, vị vua duy nhất không làm lễ đăng quang tại Nhà thờ Đức Bà Reims theo truyền thống của hoàng gia Pháp.

## Lịch sử

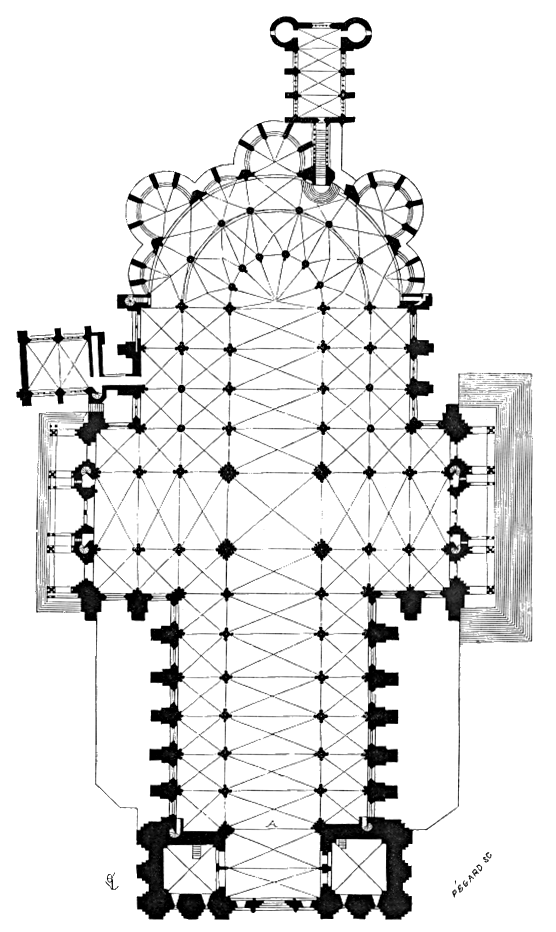
Sơ đồ nhà thờ

Nhà thờ hiện nay được bắt đầu xây dựng vào đầu thế kỉ 13 trên phần đất của một nhà thờ kiểu La Mã đã bị phá hủy vì hỏa hoạn trước đó. Những người xây dựng nhà thờ là các thợ xây dựng chuyên nghiệp (conpagnon) thuộc ba hội thợ Enfants du Père Soubise, Enfants de Maître Jacques và Enfants de Salomon dưới sự liên kết của các Hiệp sĩ dòng Đền.
Sau 30 năm xây dựng thì nhà thờ gần như hoàn thành, nó dài 130 mét, rộng 32 và 46 mét trong đó gian giữa cao 37 mét và rộng 16,40 mét.

## Kiến trúc
Hàng lang phía Tây bao gồm cổng chính của nhà thờ hay cổng hoàng gia (portail royal). Nó được điêu khắc rất chi tiết với 24 bức tượng lớn (19 bức còn lại đến ngày nay) và hơn 300 bức tượng nhỏ khác. Cổng phía Bắc, cũng được gọi là cổng Liên minh (portail de l'Alliance), các bức tượng ở cổng này được thực hiện từ năm 1205 đến năm 1210. Cổng phía Nam còn được gọi là cổng Nhà thờ (portail de l'Église), cũng được chạm trổ tinh vi.
Như tại Nhà thờ Đức Bà Amiens và Nhà thờ Đức Bà Reims, nền đá của gian chính có một mê cung hình thành từ 272 phiến đá trong hình dạng 11 vòng tròn đồng tâm. Vòng tròn lớn nhất có đường kính trên 12,8 m. Mê cung có từ thế kỷ XIII, là mê cung trong nhà thờ lớn nhất từng được xây dựng và là một trong những mê cung nổi tiếng nhất thế giới.
Nhà thờ Đức Bà Chartres có hệ thống kính màu rất đồ sộ, phần lớn trong số đó tồn tại từ khi xây dựng (thế kỉ 13) đến nay. Có tổng cộng 176 tấm kính màu với diện tích lên tới 2.600 m², đa số là các tấm kính màu mô tả các vị thánh hoặc các nhân vật trong Kinh Thánh.

## Hình ảnh

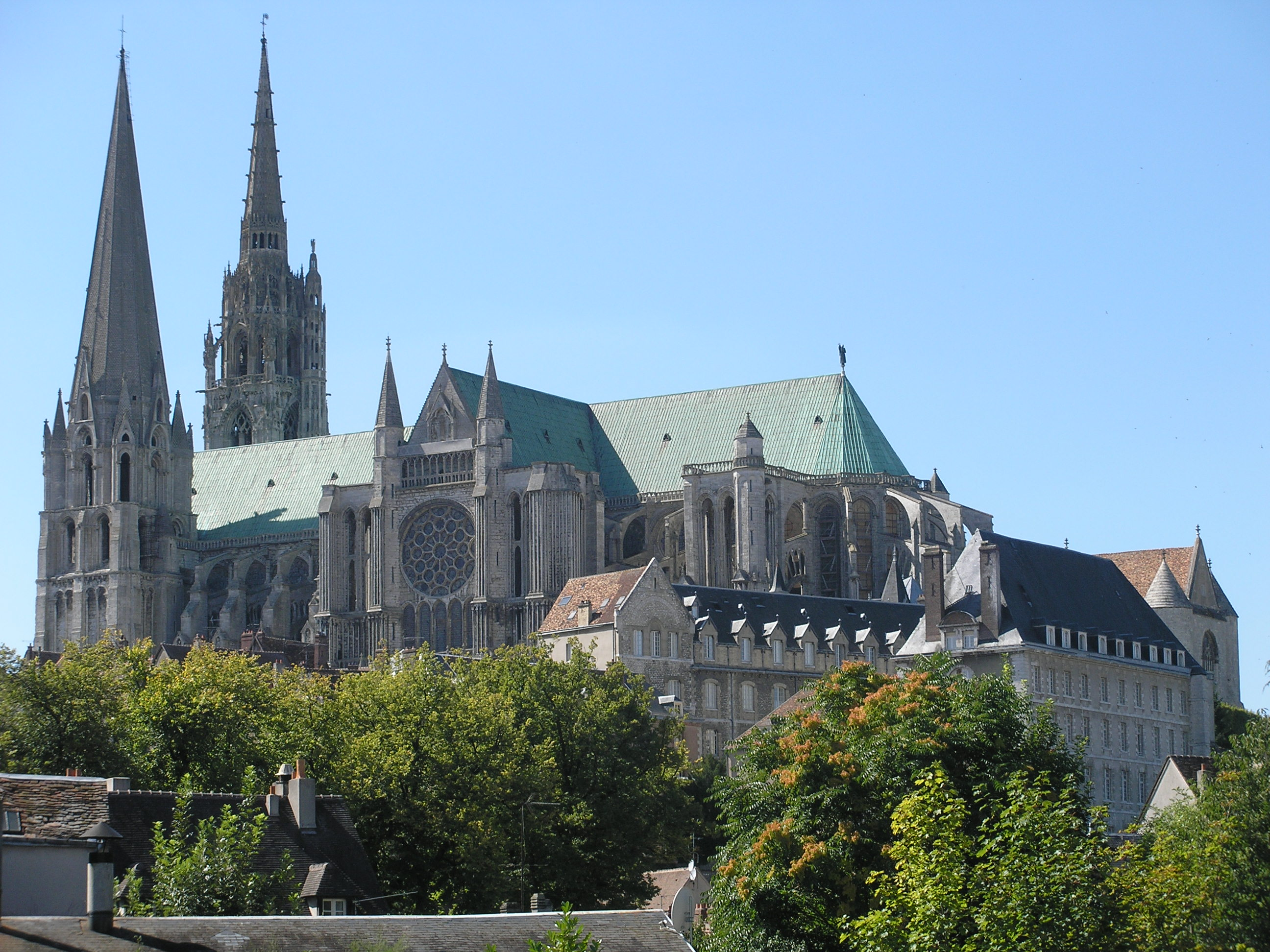
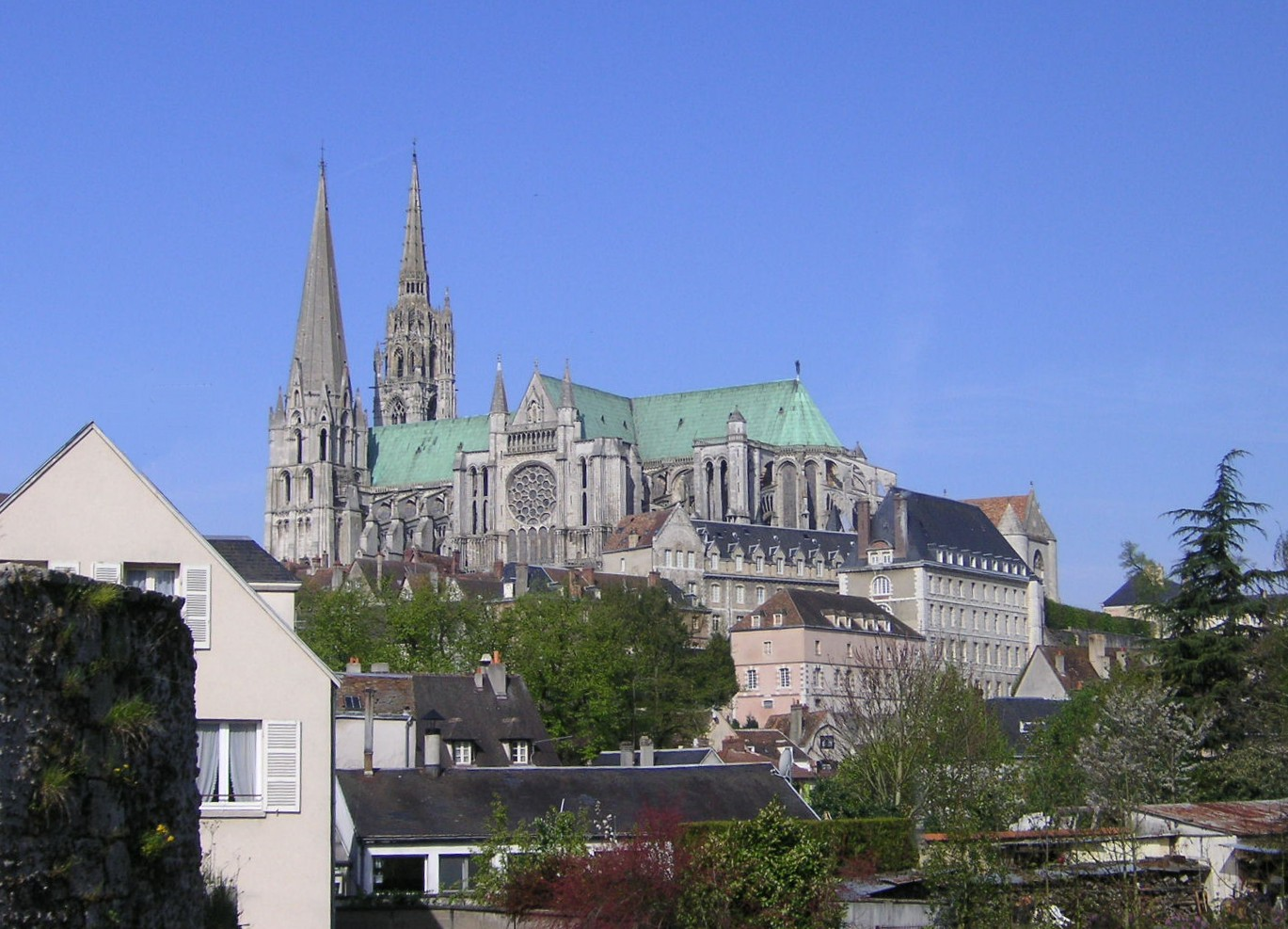
Nhà thờ nhìn từ hướng Đông Nam
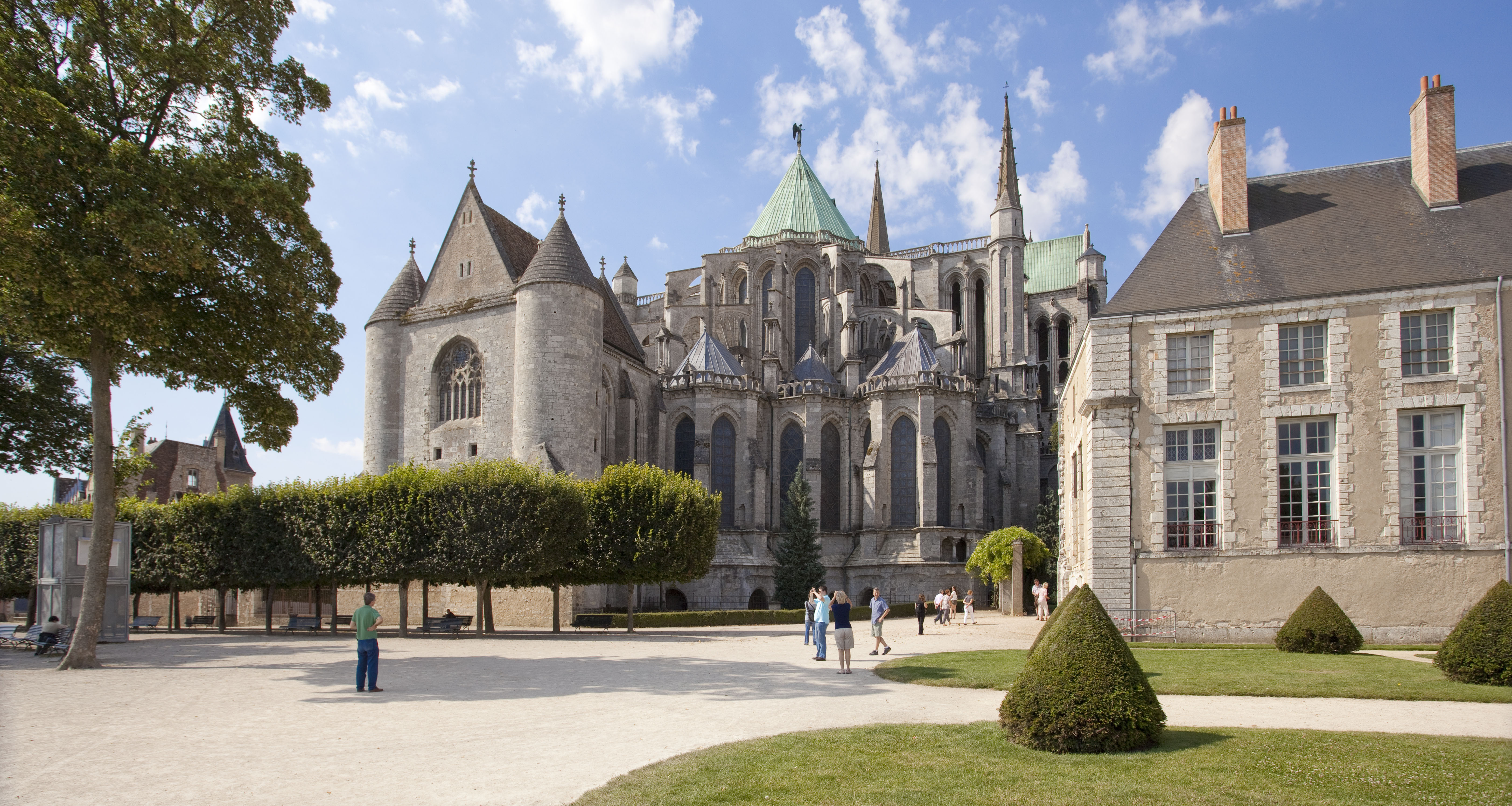
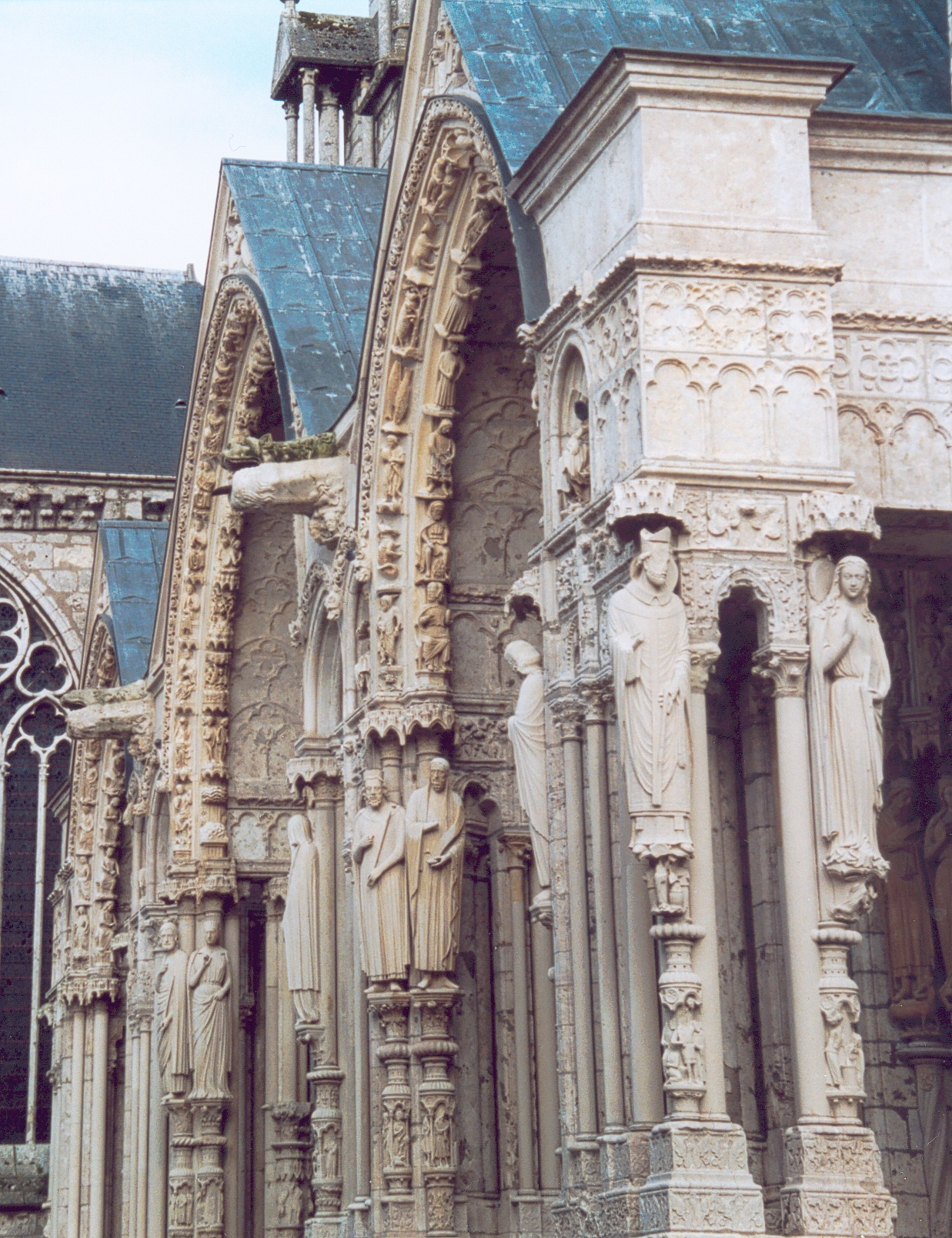
Các cửa sổ phía Bắc
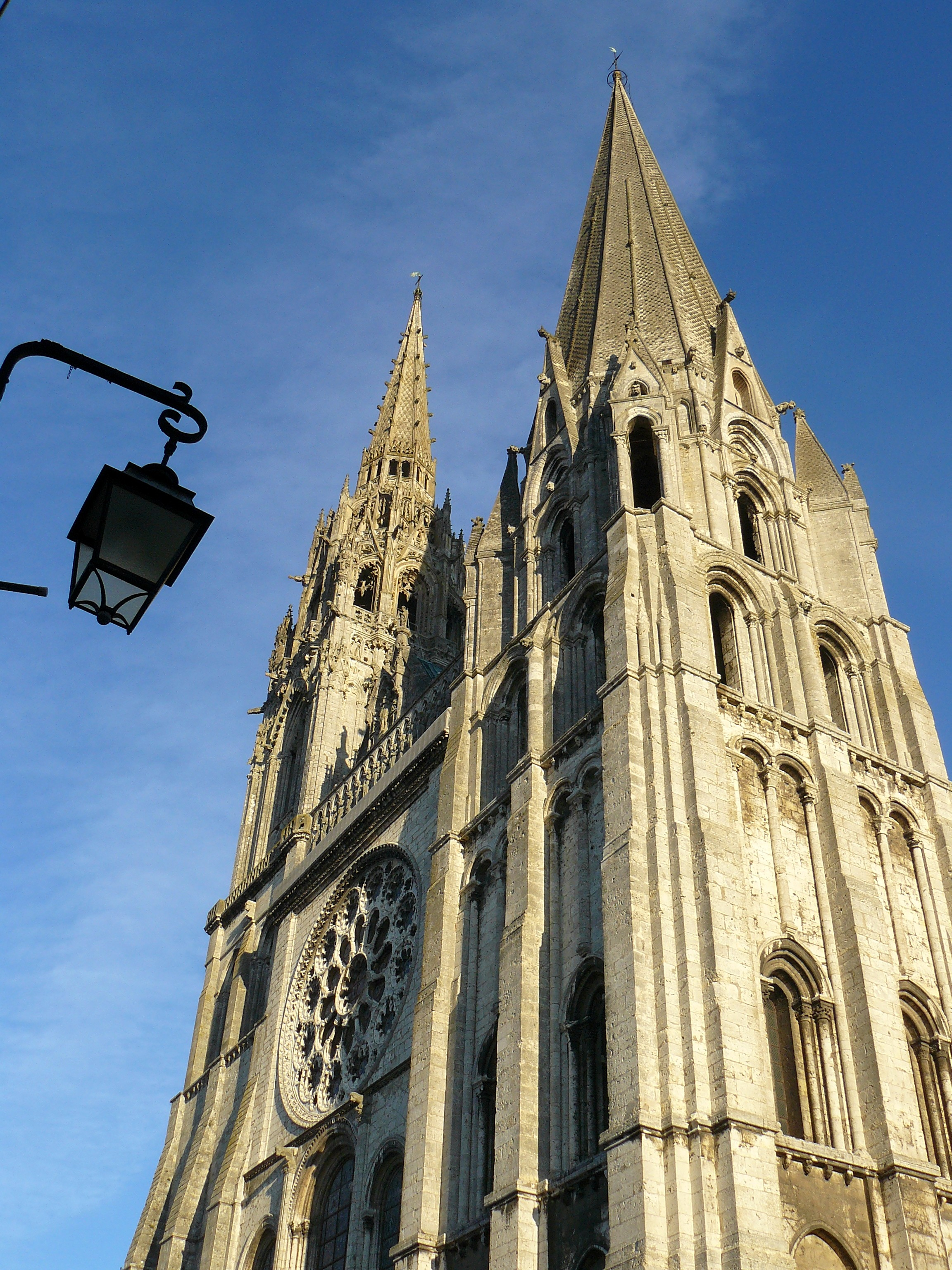
Các ngọn tháp
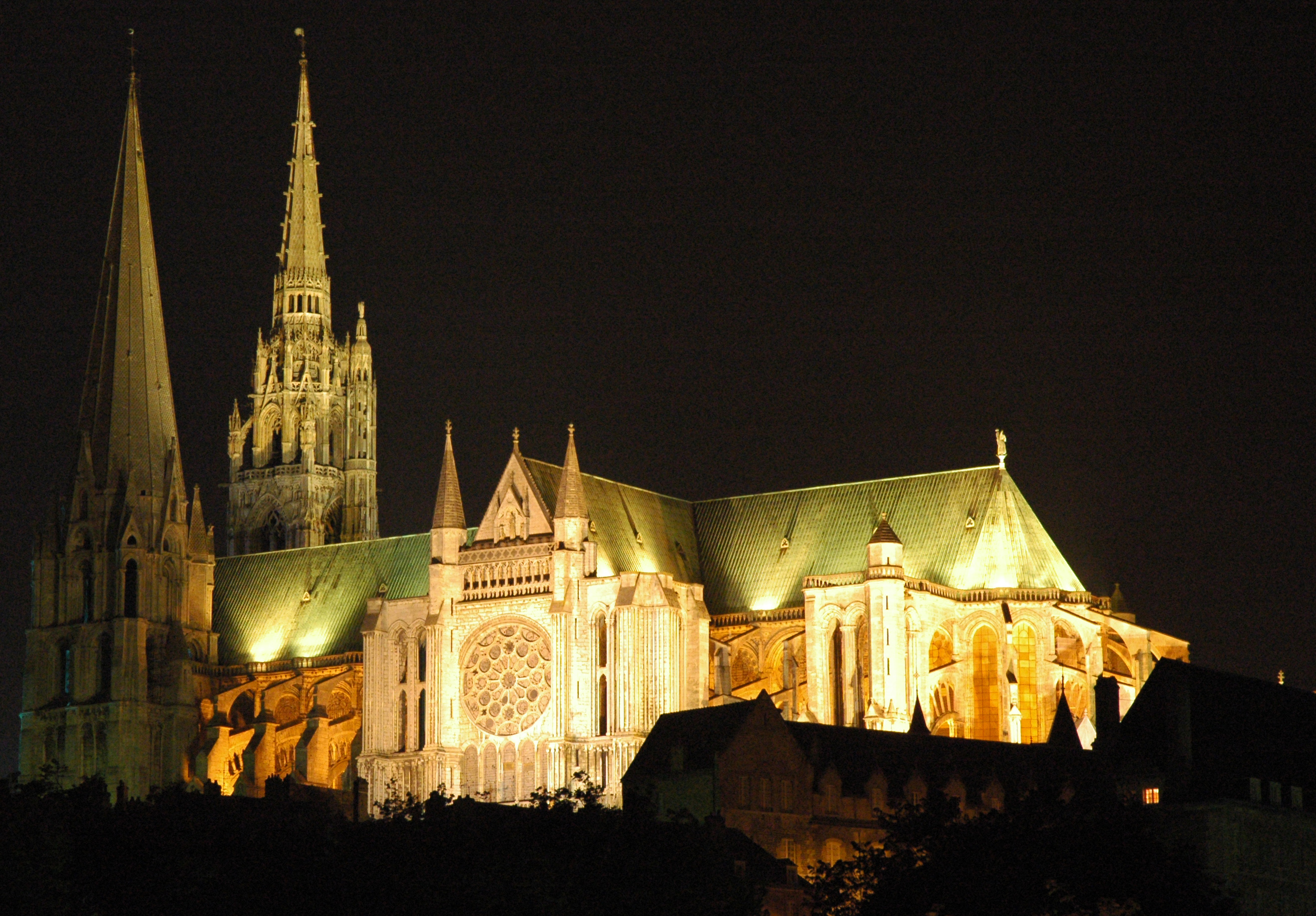
Nhà thờ vào buổi tối
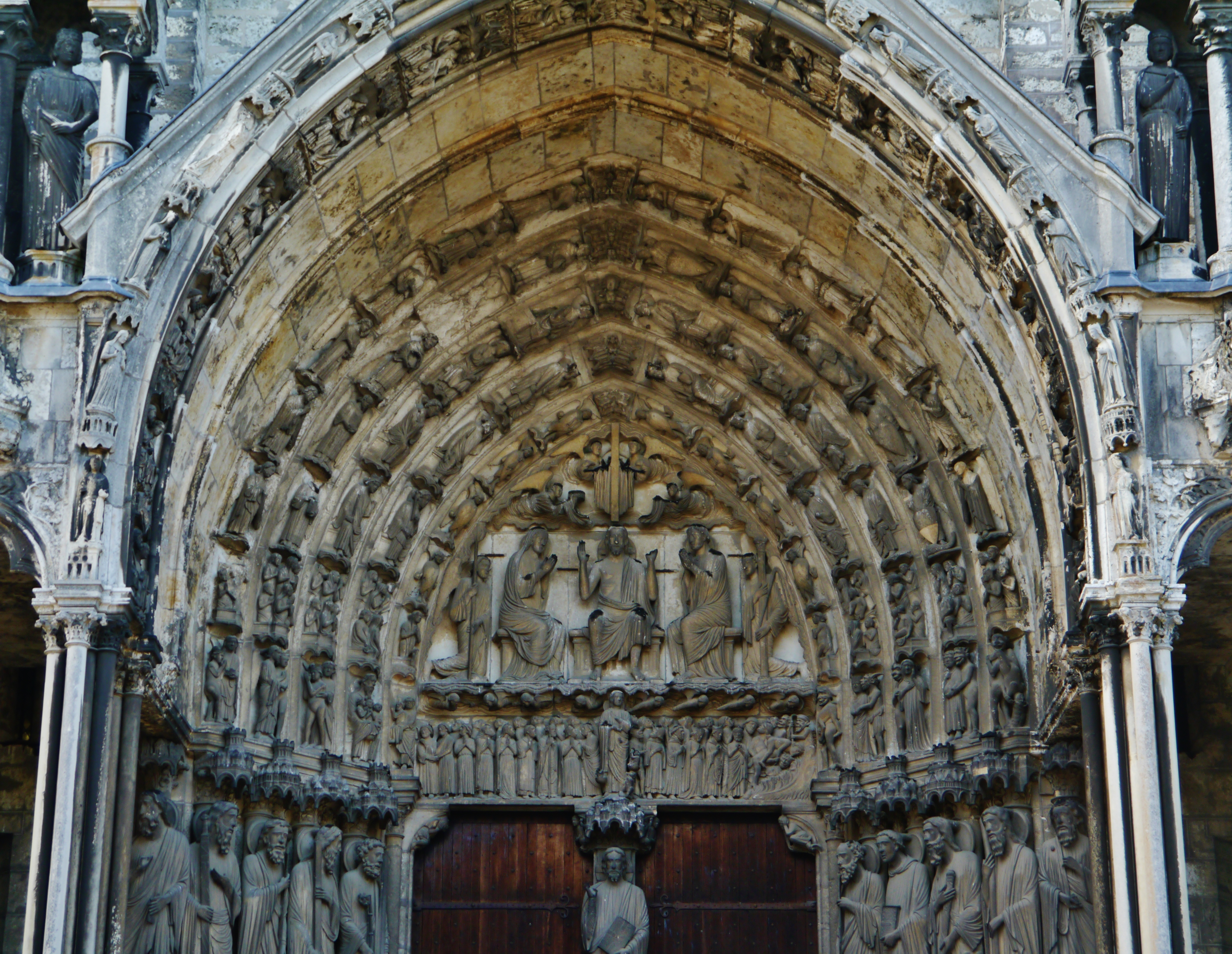
Mái vòm cửa phía nam
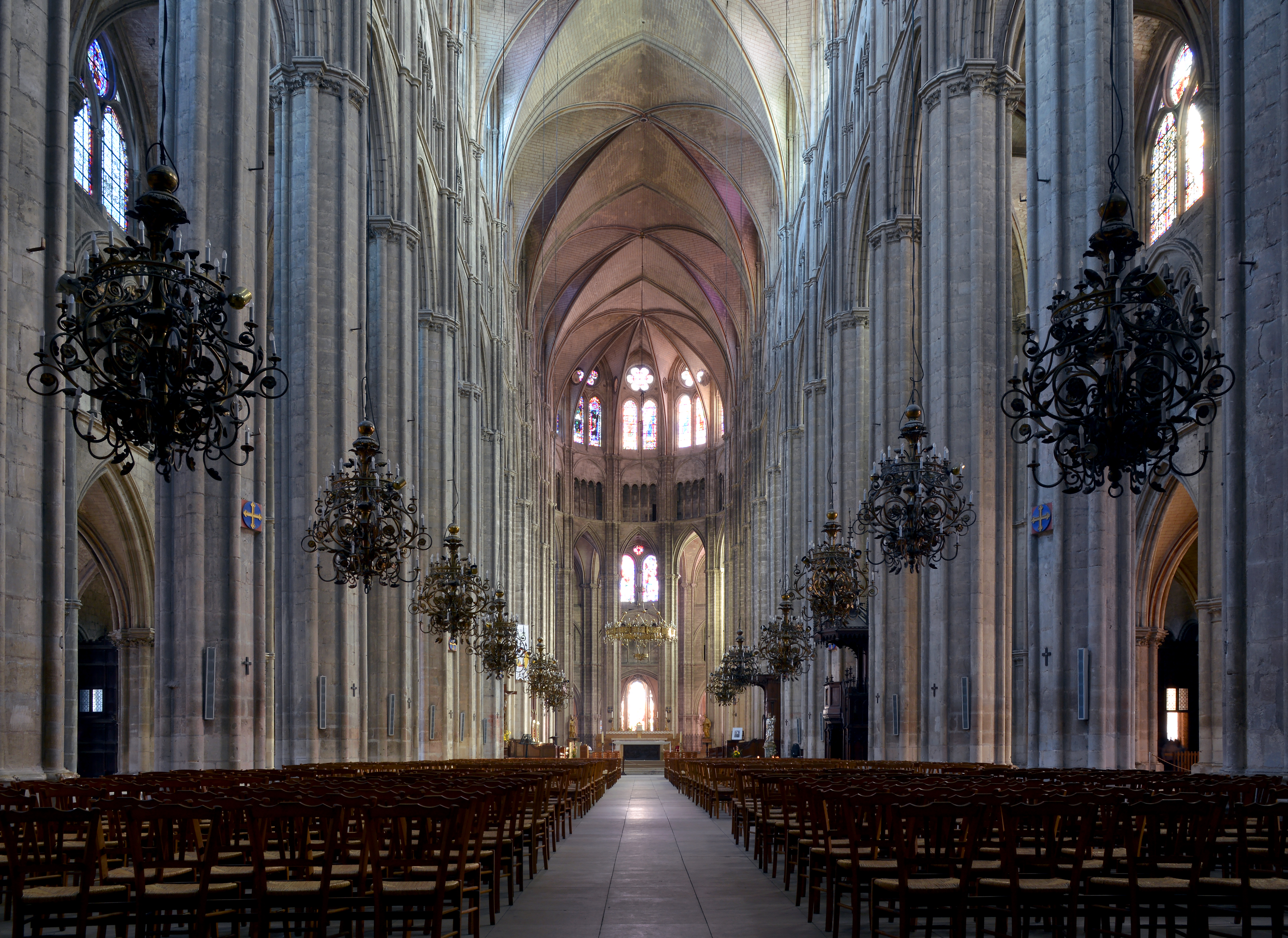
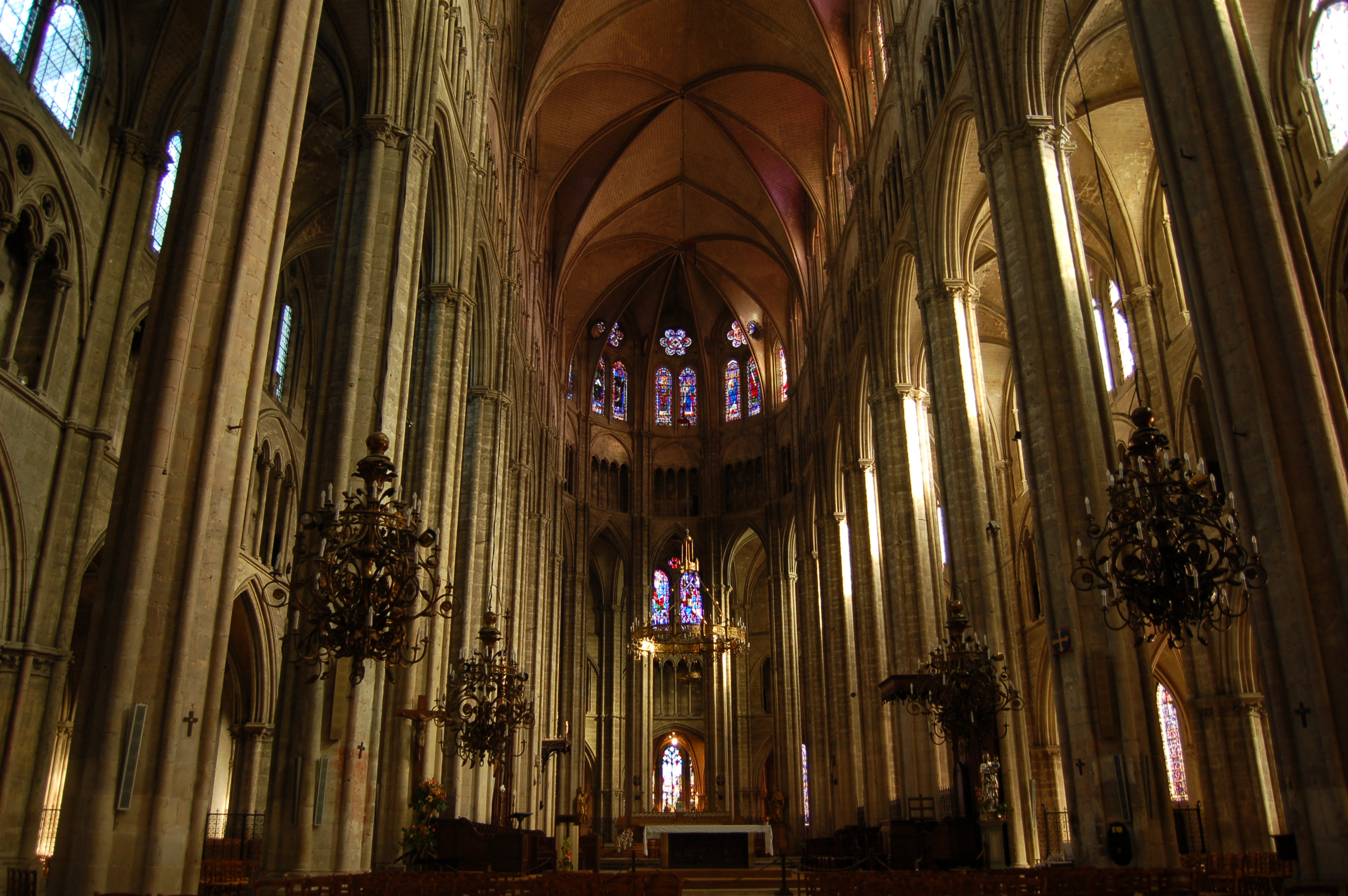
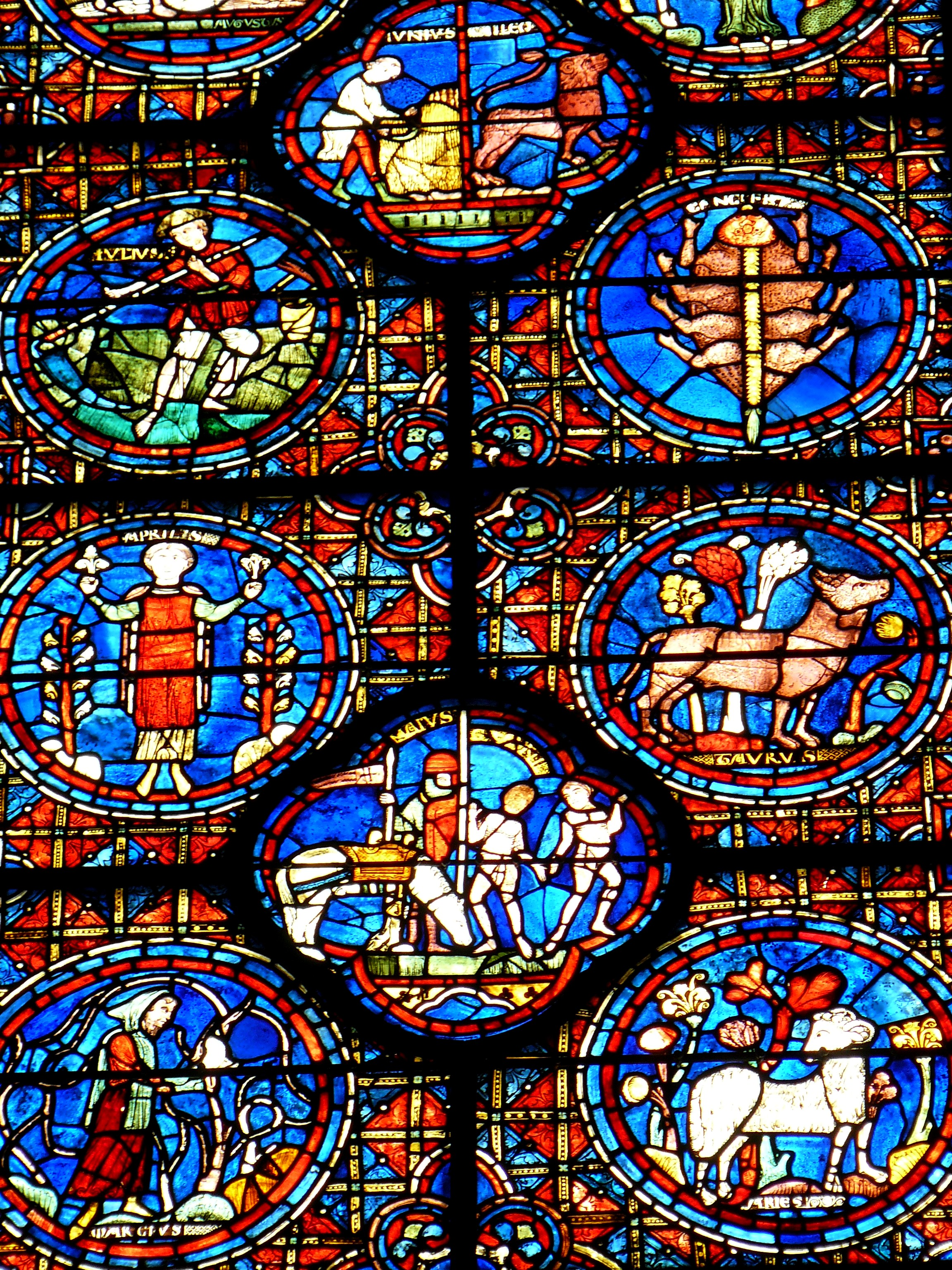
Hệ thống kính màu
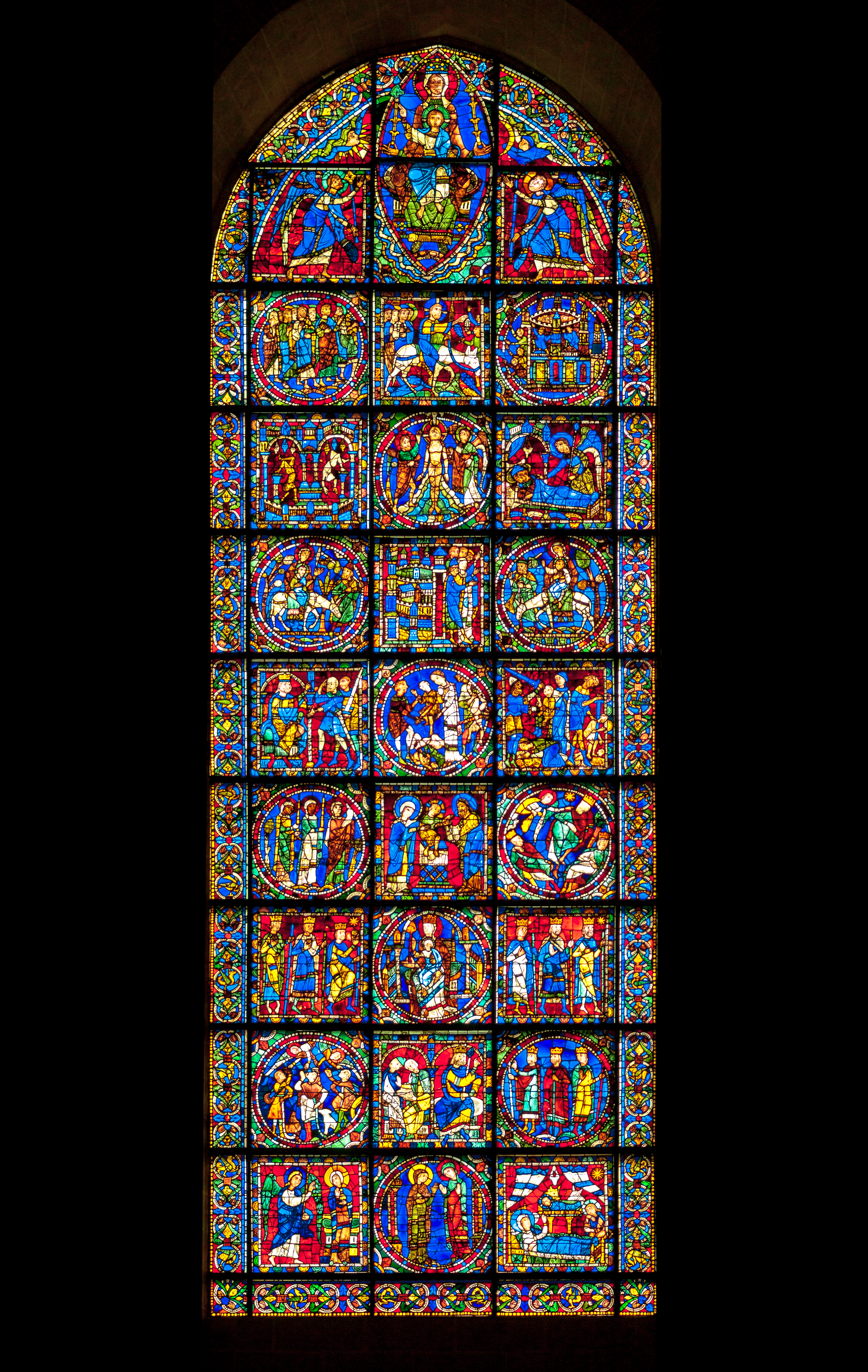
Hệ thống kính màu
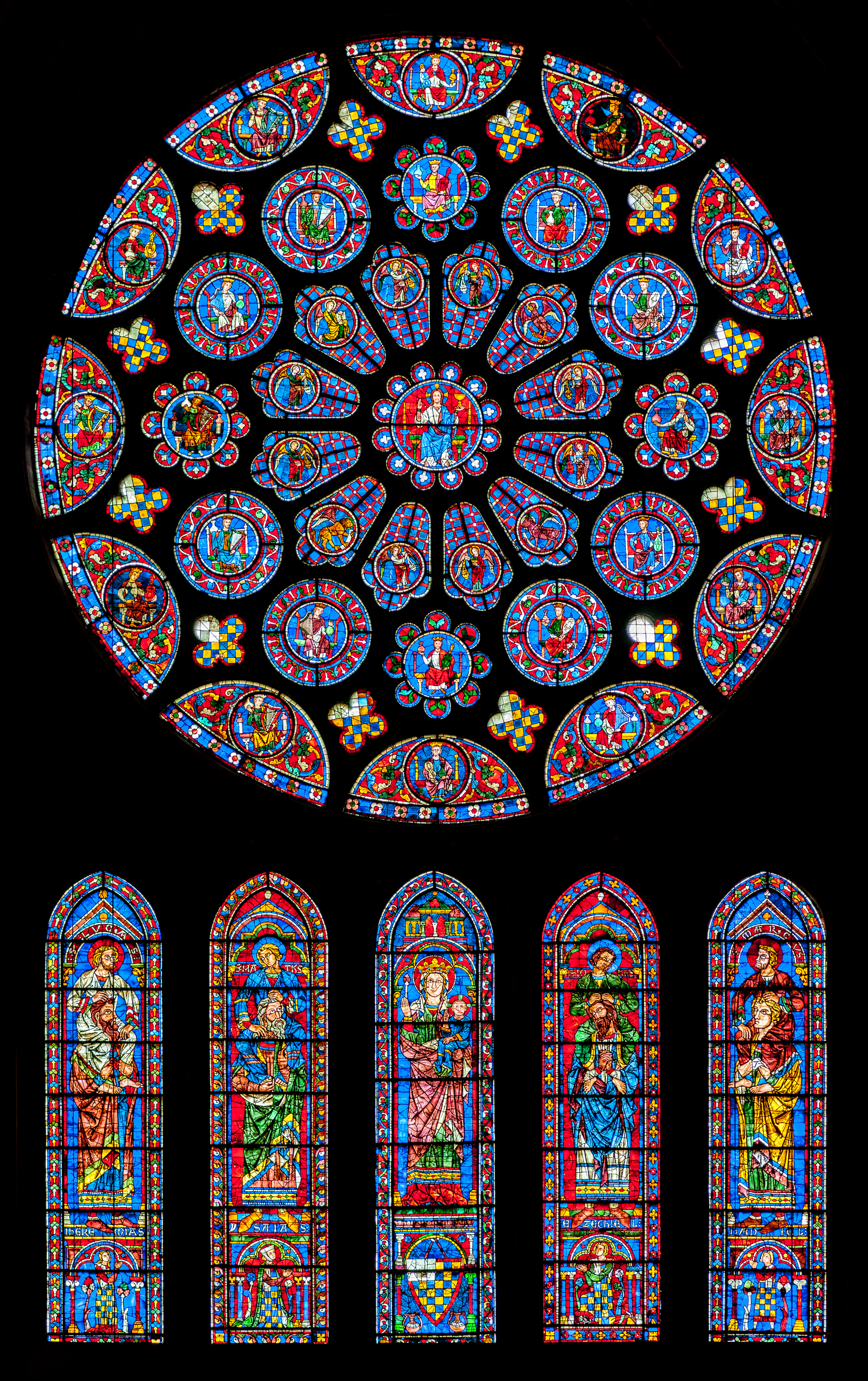
Cửa sổ hoa hồng và Kính màu ghép ở cánh phía nam
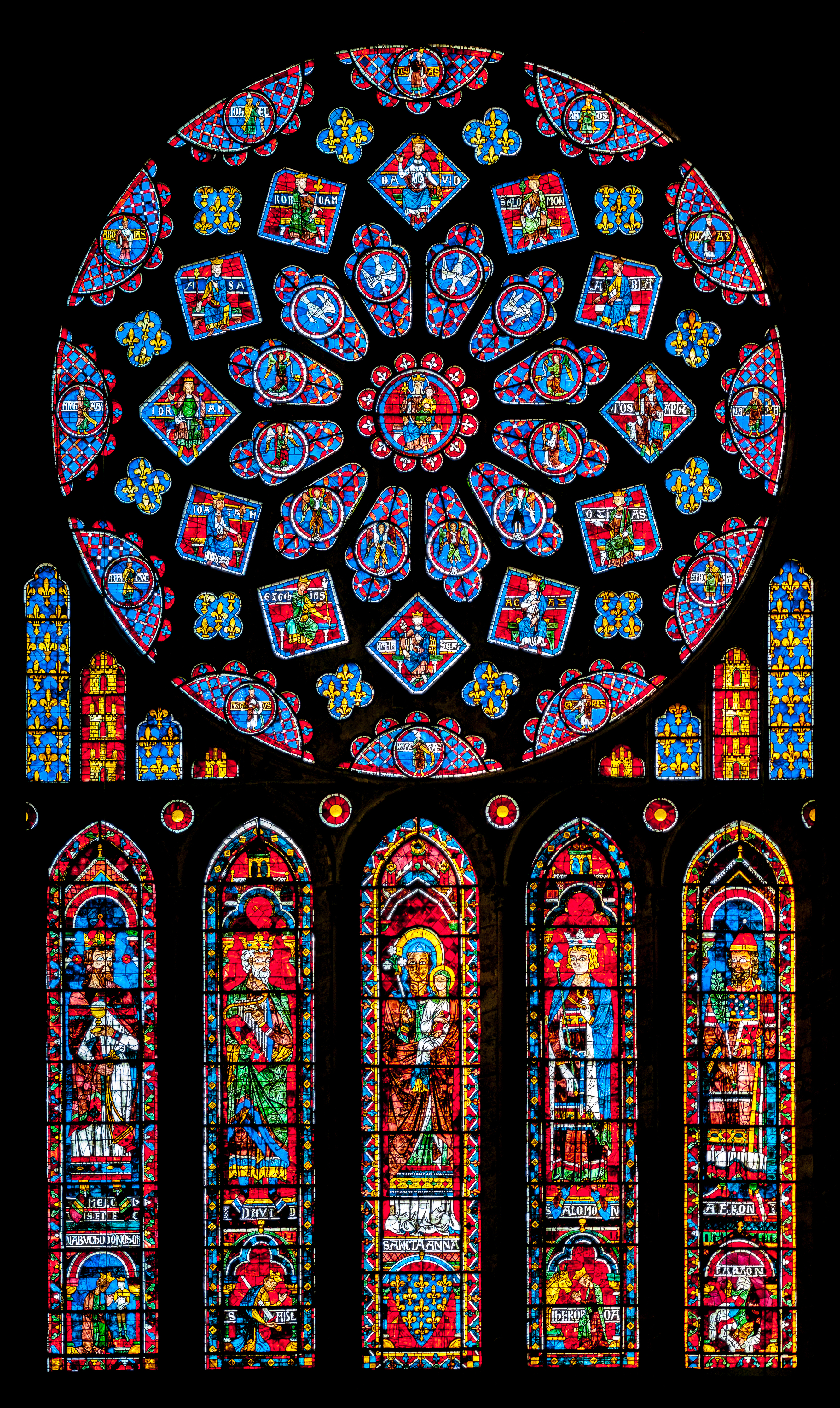
Cửa sổ hoa hồng và Kính màu ghép ở cánh phía bắc lắp khoảng năm 1230, được cúng dường bởi Blanca de Castilla, Vương hậu Pháp.
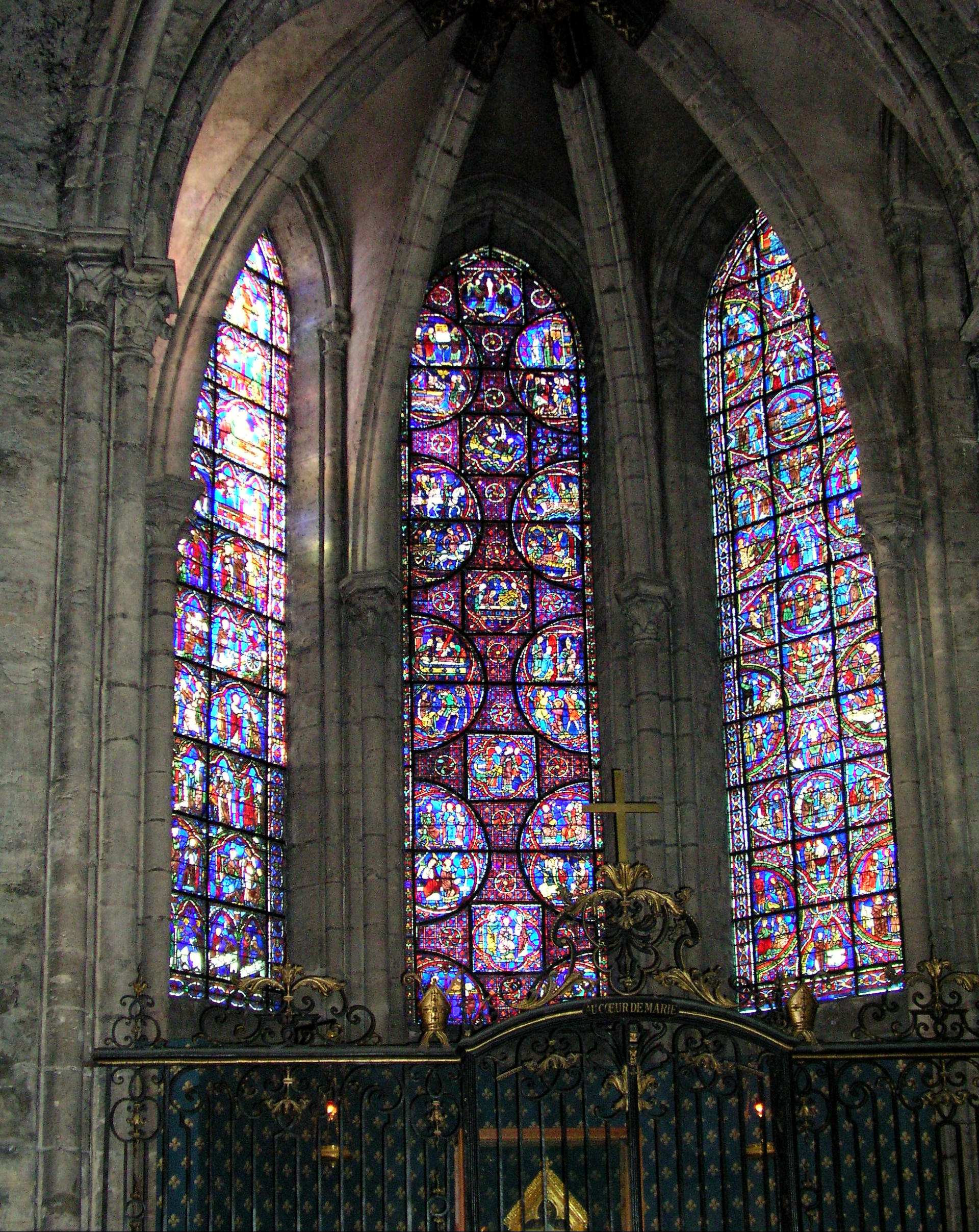
Góc nhà nguyện của các vị tử đạo, hồi lang của thánh đường
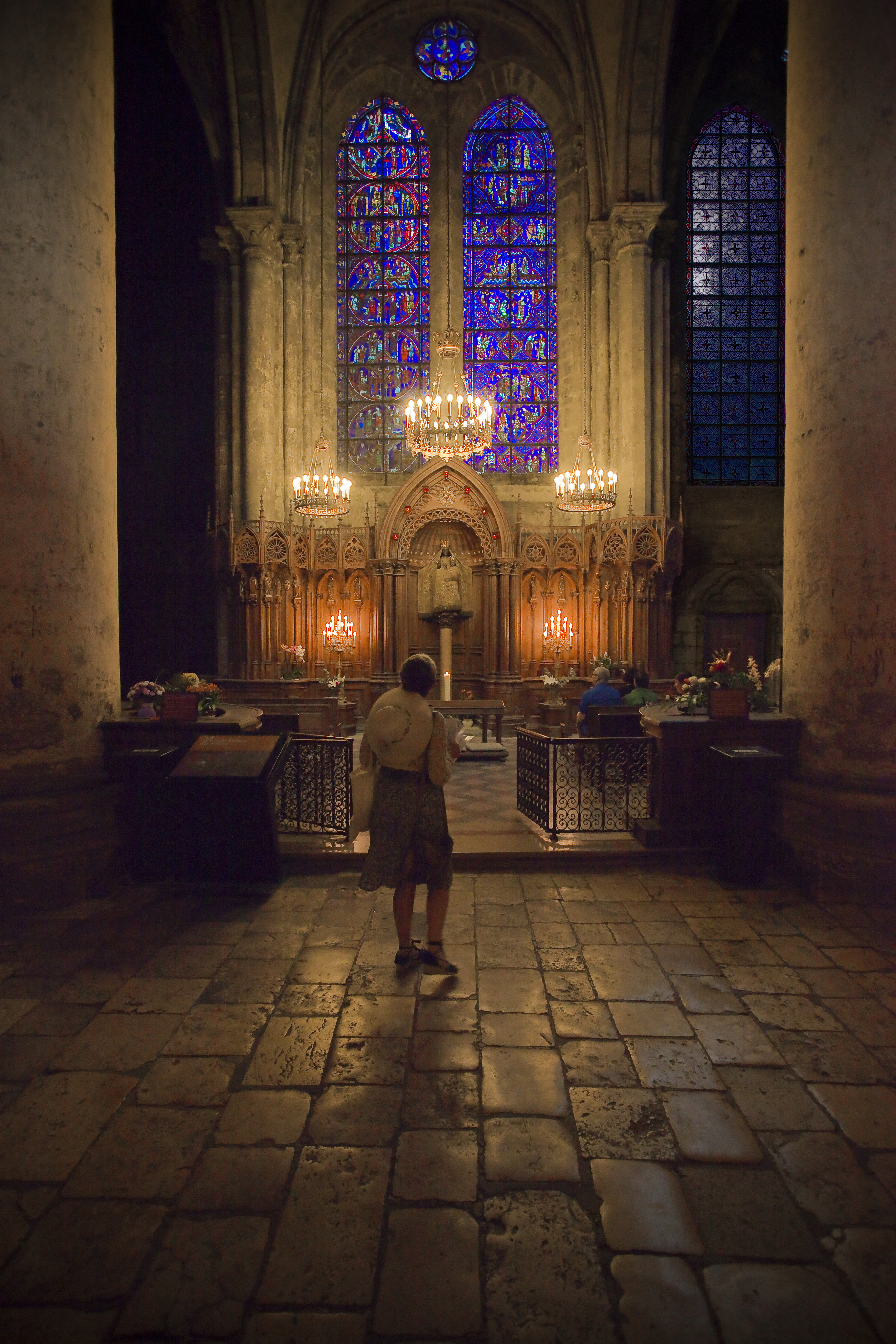